# Monti Köroğlu
I monti Köroğlu (in turco Köroğlu Dağları) sono una catena montuosa del nord dell'Anatolia, in Turchia, che si sviluppa tra la faglia anatolica settentrionale ed il mar Nero. La catena si estende tra i fiumi Sakarya a ovest e Kızılırmak a est, tra le province di Bolu, Çankırı e Çorum.